# Puerto Leoni
Puerto Leoni is een plaats in het Argentijnse bestuurlijke gebied Libertador General San Martín in de provincie Misiones. De plaats telt 2.329 inwoners.